# Max Crivello

autoritratto

1989 Trittico sul territorio

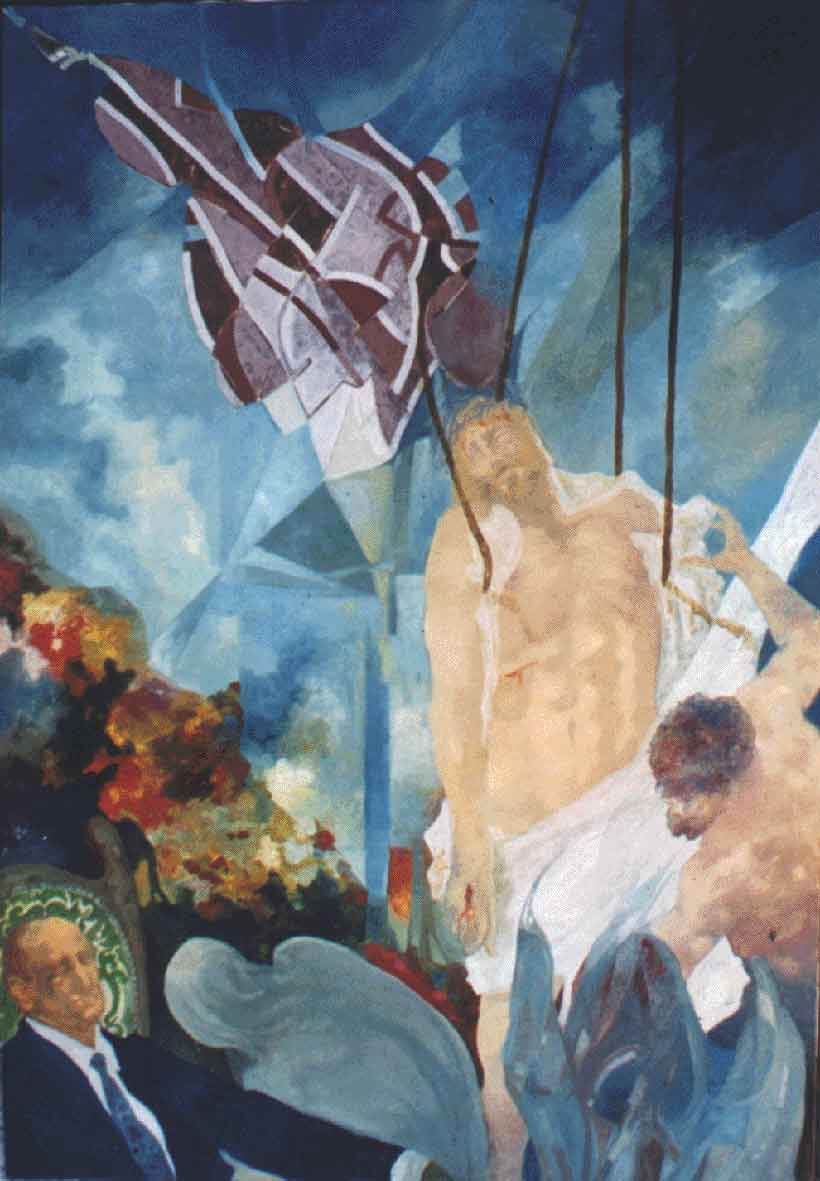
Olio su tela Ciclo sacro il Vangelo di Giovanni

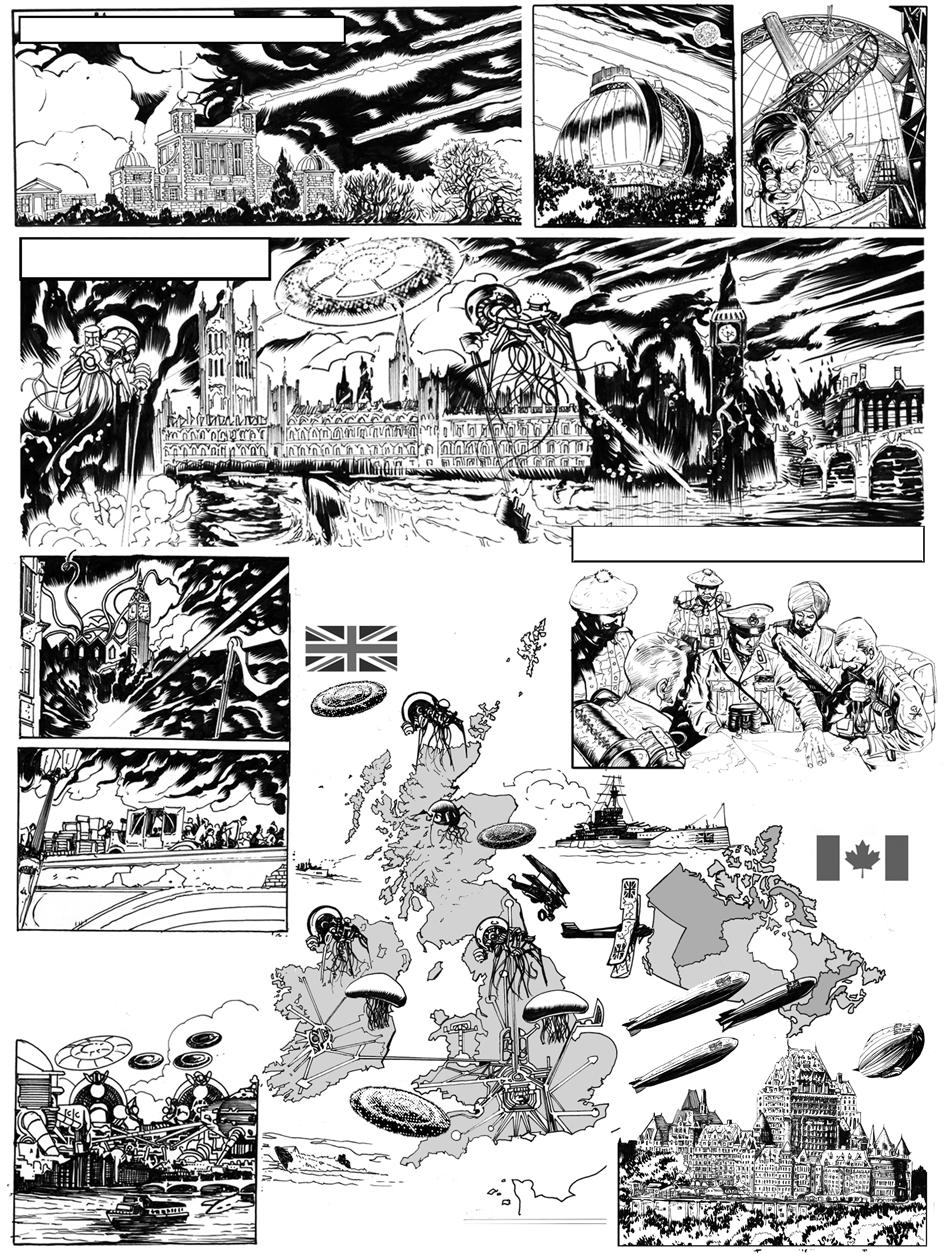
2010 Tavola a fumetti, Racconti fantastici

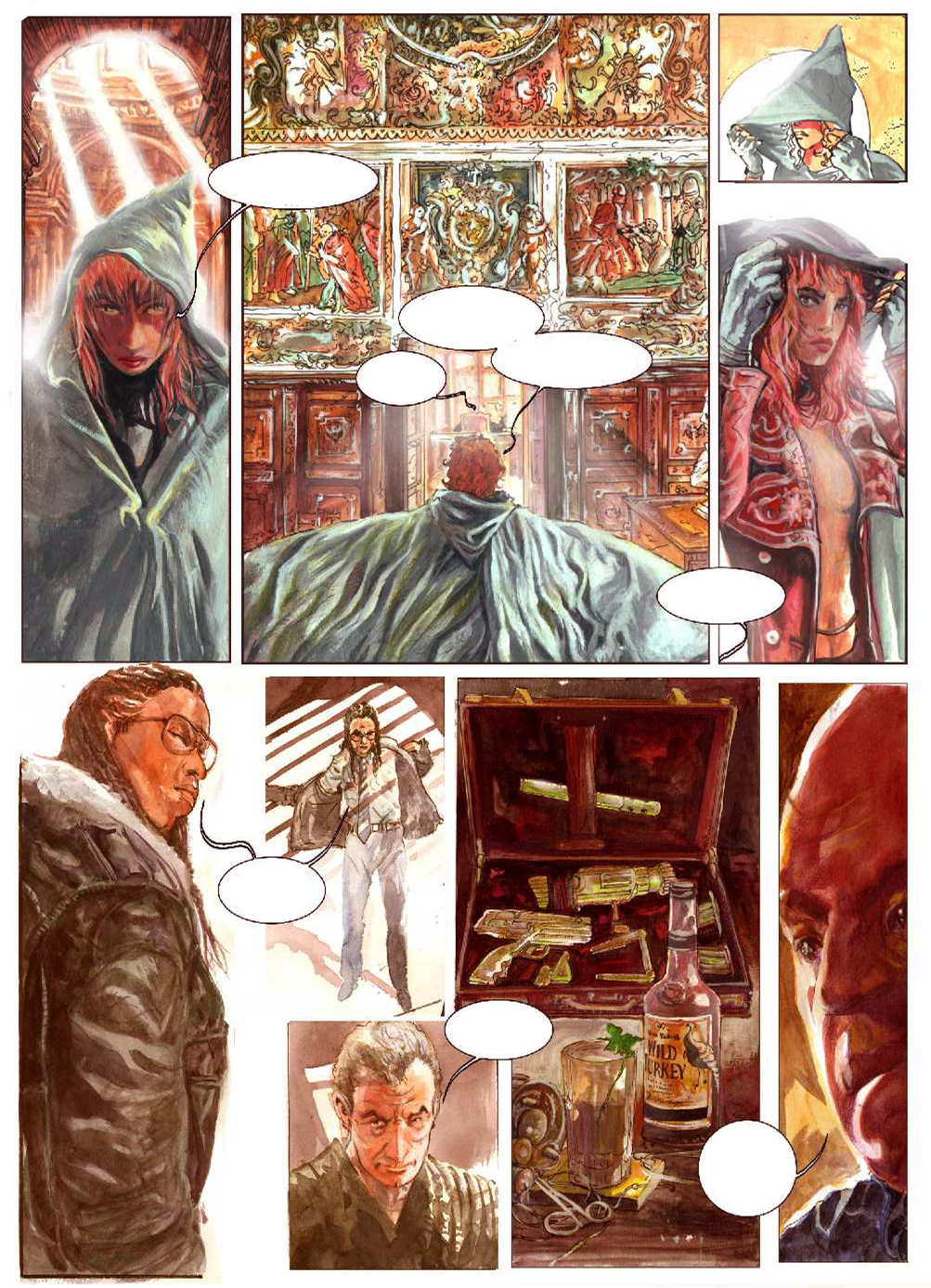
Tavola a fumetti

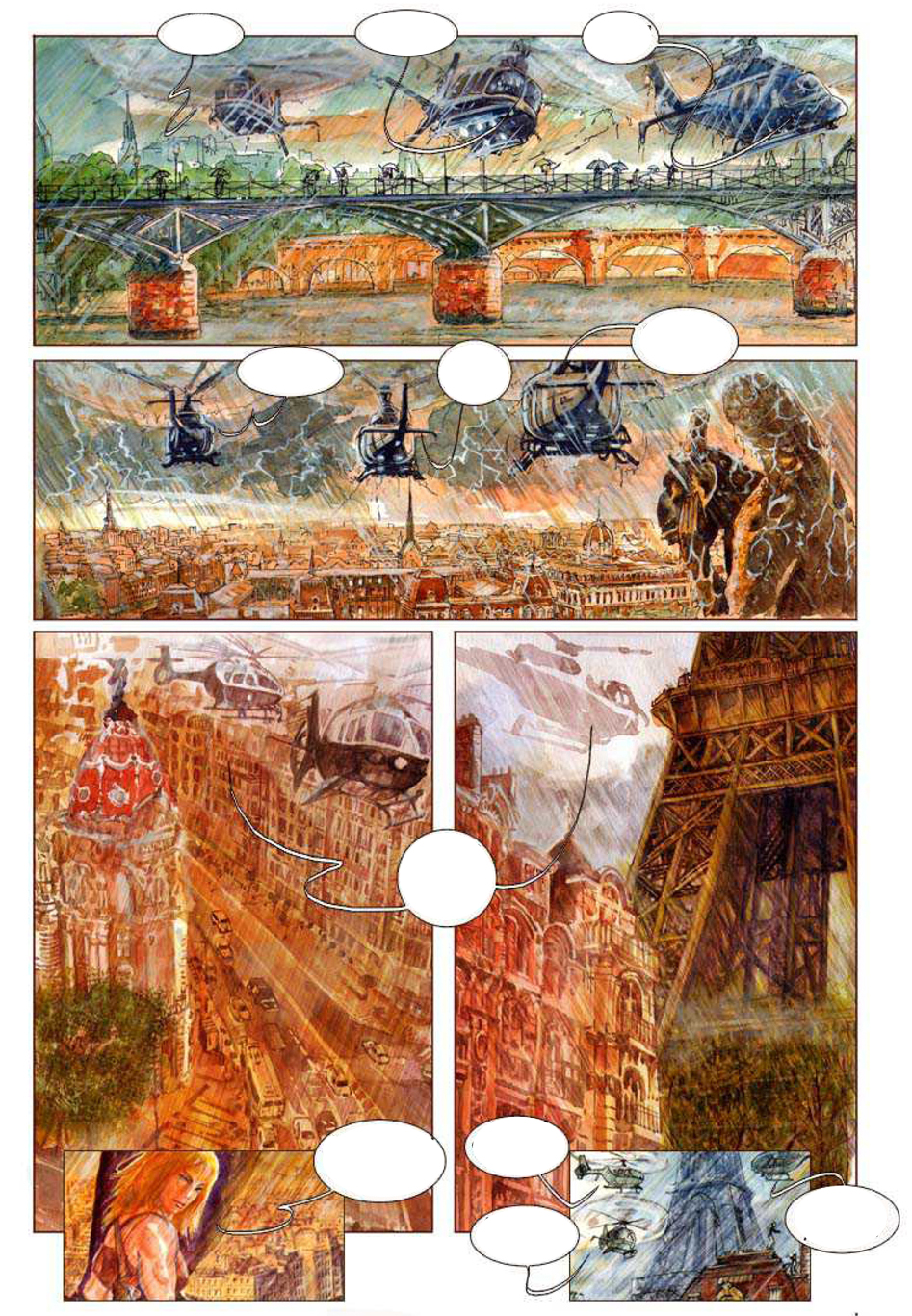
Tavola a fumetti

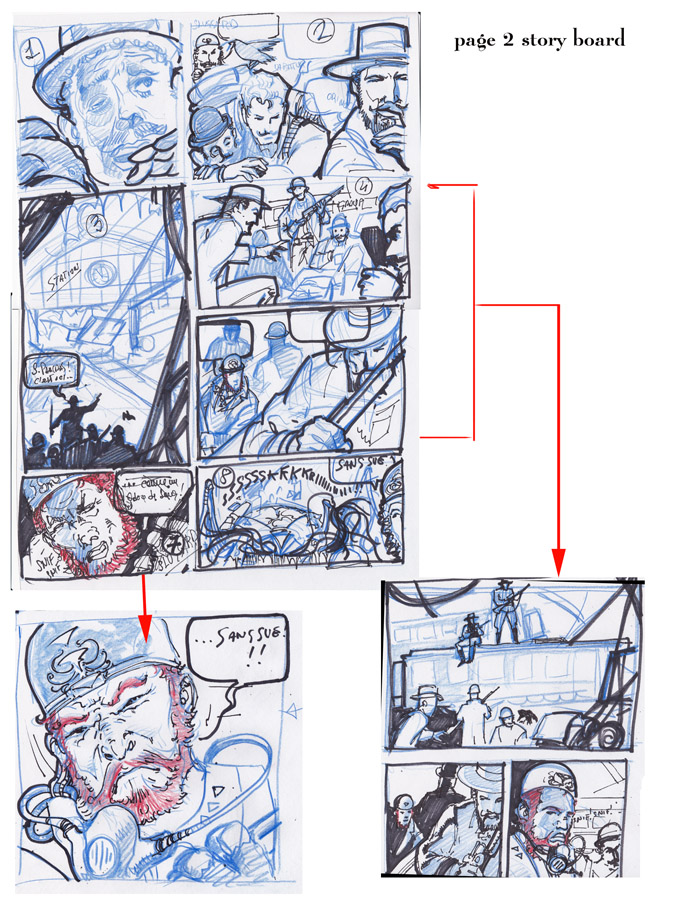
2010 story board

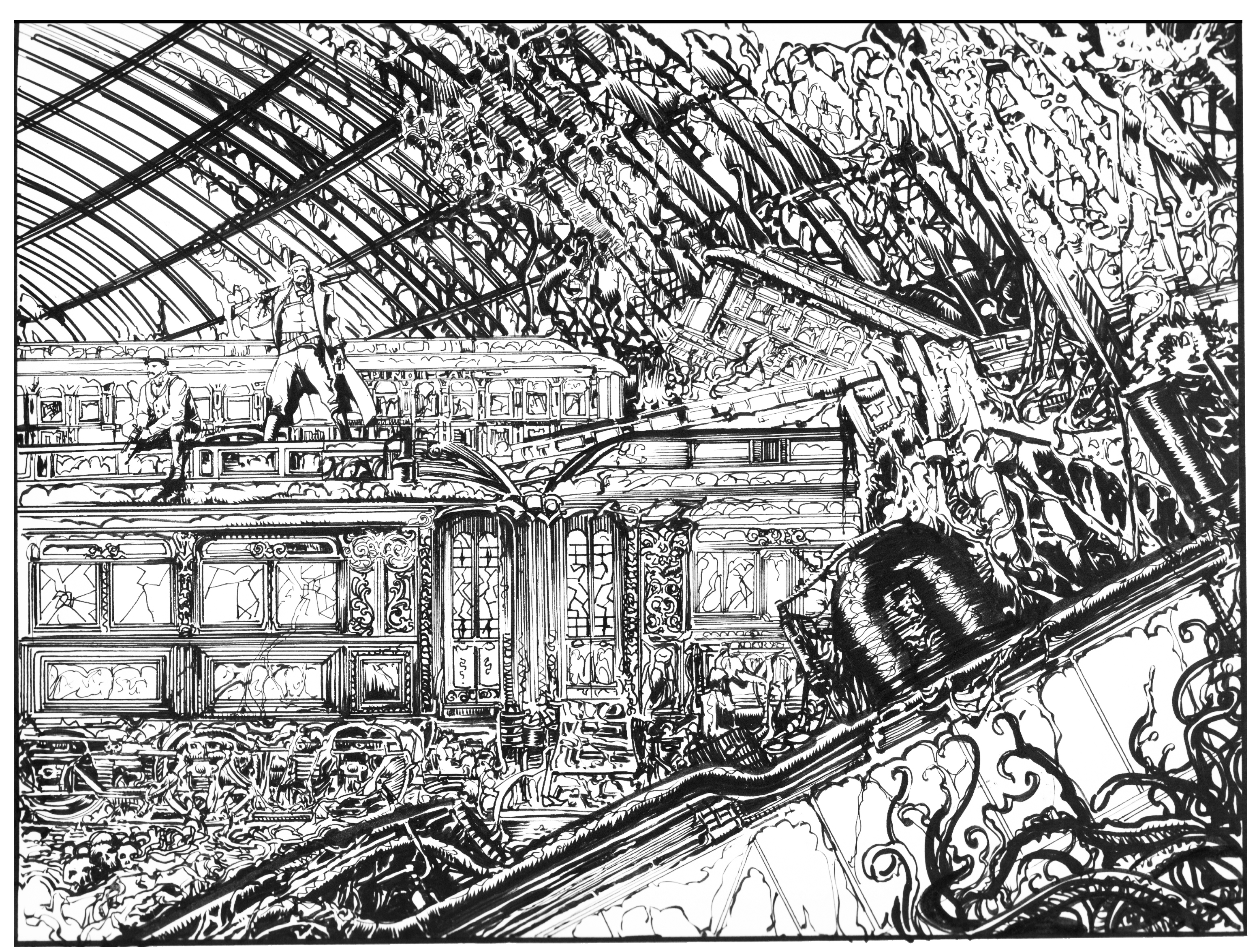
2010 Tavola a fumetti, Racconti fantastici

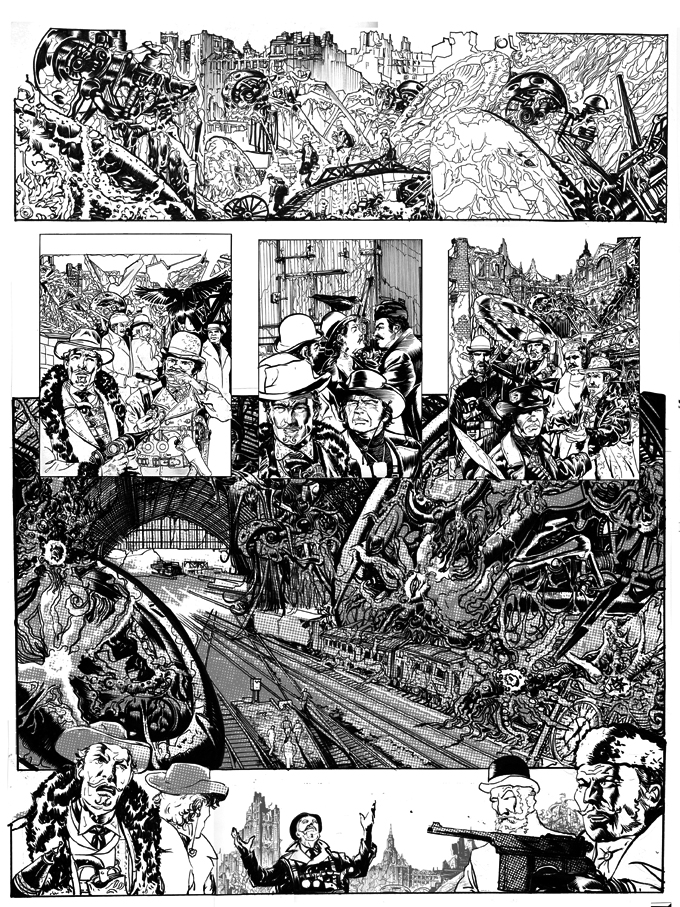
2010 racconti fantastici

2010 cover

2010 Illustrazione

Max Crivello, all'anagrafe Massimo Maria Crivello (Palermo, 27 febbraio 1958), è un illustratore, pittore, fumettista e sceneggiatore italiano.

## Biografia
Max Crivello, discendente di una antica famiglia di Milano, dopo avere ultimato regolari studi artistici ha viaggiato e lavorato in Italia e all'estero. La sua attività artistica ha spaziato dalla pittura alla grafica e al fumetto: fin dal 1975 ha iniziato a esporre ed ha collaborato con diversi editori per la stampa di cartelle grafiche, di libri illustrati e di fumetti. Dal 1986 collabora come fumettista indipendente e illustratore professionista per il Giornale di Sicilia e dal 1987 ha eseguito diversi monumenti pubblici.
Docente di ruolo presso un Istituto d'Arte statale del territorio siciliano, prima di passare di ruolo, nel 1997 fonda l'Ente culturale senza scopo di lucro "Scuola siciliana del fumetto". La SSF sospende le sue attività nel 2001.
Crivello è responsabile nel 1999 del settore inserti speciali del quotidiano Oggi Sicilia con il supplemento Oggi Sicilia Comics, di cui vengono pubblicati 12 numeri.
Dopo un lungo isolamento dovuto alla perdita della moglie, Crivello ritorna alla pittura con dei cicli di opere dedicati ai personaggi dell'immaginario, del mondo delle favole e della narrativa, con il ciclo di Pinocchio, Alice nel paese delle meraviglie, Conan, La Sacra Bibbia, I racconti di Giulio Verne.
Nello svolgimento dei compiti istituzionali, durante la sua carriera di docente ha organizzato mostre e manifestazioni con il patrocinio gratuito del Comune di Palermo e della Regione Siciliana, tra le quali la Mostra Internazionale su Pinocchio e Mafia, Architettura di un dolore dedicata alla memoria dei due giudici Giovanni Falcone e Paolo Borsellino.
In seguito pubblica la miniserie a fumetti Gli Eccellenti dedicata alle vittime della mafia, i giudici Giovanni Falcone e Paolo Borsellino, e al Generale Carlo Alberto dalla Chiesa, ideata e disegnata insieme ai suoi allievi con il patrocinio dalla Provincia Regionale di Palermo del 2000.
Agli inizi del 2003 continua Il progetto/percorso storico Mafia Architettura di un dolore, che si amplia con una ricerca sulle vecchie e nuove motivazioni delle mafie a Palermo. Da questo studio scaturisce un dossier e una sceneggiatura per la televisione che sarebbe stata pubblicata.
Nel marzo del 2003 a Palermo è vittima di un agguato da parte di ignoti che gli provocano un trauma cranico e la frattura delle dita della mano sinistra, con l'intenzione a fargli interrompere le sue attività artistiche volte all'antimafia. L'agguato viene denunciato alla polizia, ma le indagini non portano ad alcun risultato. Questo episodio gli provoca una perdita della memoria a seguito di trauma cranico.
Dopo lunghe cure riprende in maniera frammentaria parte dei suoi ricordi, ma molto del passato viene cancellato.
La partecipazione scolastica istituzionale a premi di rilievo internazionale, che procurano riconoscimenti agli allievi, come nel 2004, il premio Festival Internazionale del Cinema e del Fumetto di Dervio Fumetto e Stories con la storia di quattro tavole Crash Day, interpretazione dell'11 settembre a New York. A seguire, il progetto delle ricostruzioni degli omicidi di mafia dal Fumetto, Mafia: Architettura di un dolore, passano alla realizzazione di format cinematografico, con il piano sequenza, realizzato a Palermo durante le celebrazioni della morte di Joe petrosino a Piazza Marina.
Tra i progetti di Crivello, quello sul fumetto in Sicilia, nel 1999, che prevedeva tre corsi di formazione professionali denominati - Creiamo insieme, Arti Sequenziali - Svolto alla Scuola Statale Lombardo Radice di Palermo. Inoltre quello su Cesare Zavattini, Zavattini: un artista tra Cinema e Fumetto, una fase narrativa ed editoriale con la continuazione di Saturno contro la Terra di Zavattini, Pedrocchi e Scolari.
Di Crivello si ricorda anche il progetto sul mobbing: The Mob; esso prevedeva uno studio sul fenomeno e di una mostra delle illustrazioni e la pubblicazione di un mini libro con la storia del Mobbing a Palermo nel febbraio 2007. Il progetto The Mob sfocia nel 2008 in una sceneggiatura scritta da Crivello per la realizzazione di un film mai prodotto, Le spine del rovo ed un secondo capitolo Il nemico invisibile; la storia è autobiografica, e parla del fenomeno delle mafie dal colletto bianco.
Inoltre per i risultati dei suoi progetti ha ottenuto diversi riconoscimenti: Premio con targa e medaglia, Arte e Cultura, della Provincia Regionale di Palermo, nel 2004 per l'insegnamento istituzionale, che ha permesso agli allievi di vincere il premio sul fumetto di Dervio, il premio al merito artistico attribuito dall'Ente Internazionale Joe Petrosino per la realizzazione del piano sequenza cinematografica del omicidio del tenente Petrosino. Ha ricevuto diversi riconoscimenti e onorificenze per la sua opera nella promozione della legalità e della solidarietà tra i Popoli, a sostegno delle classi meno abbienti e per i progetti dedicati al lavoro giovanile in una Sicilia antimafia e legalitaria.
Per gravi motivi di salute, Crivello si ritira dalla professione. Premio celeste, comunica ufficialmente la notizia al mondo dell'arte.

## L'Opera
Crivello, nell'arco di oltre 40 anni, ha esposto in gallerie private e pubbliche, le quali gli hanno dedicato diverse mostre e manifestazioni. Ha lavorato per diversi editori e per quotidiani, realizzando illustrazioni, curando special, inserti, cartelle editoriali, brochures, volumi ed edizioni d'arte. Di queste mostre, manifestazioni e lavori editoriali, rimangono archivi storici nelle biblioteche pubbliche e dei quotidiani.
Ha realizzato albi e cartelle come Cola Pesce, serie Miti e leggende di Sicilia (5 acqueforti e acquetinte) e La Baronessa Di Carini (4 incisioni) nel 1982, Don Michelino (7 serigrafie a colori, con testi di Francesco Carbone) 1985, Gli amori impossibili (incisioni, con testi di Renzo Bertoni) 1988, Apokalypsis (5 incisioni, con testi di Francesco Carbone) (1989) Miti e leggende di Sicilia (5 incisioni, con testi di Bent Parodi) nel 1990, Venere e Naxo (3 incisioni, con testi di Francesco Carbone) nel 1992, Sketch and model (18 litografie a colori, con testi Alberto Arato) (2000) Crocifissione (reprografie) Il Santo Graal e il mistero del Santo Sepolcro, la missione dei Cavalieri Templari (2005), E sul quotidiano rivivono i luoghi dell'immaginario (con testi di Francesco Deliziosi del 1989, di cui si ritrovano nelle collezioni del GDS. 
Molte operazioni editoriali, mostre e manifestazioni, sono state rimosse perché difficile reperire notizie in rete e molte altre iniziative svolte e citate, di cui non si sono ancora ritrovati reperti.
Nel 1986 per il Giornale di Sicilia, Crivello svolge servizi giornalistici nella qualità di inviato speciale, allora disegnatore molto giovane, illustra le fasi del primo maxiprocesso alla Mafia, realizzando i ritratti dei giudici e degli imputati nelle fasi processuali visto che i fotografi non erano ammessi nell'Aula bunker del carcere dell'Ucciardone, poi stampate nelle prime pagine del Giornale di Sicilia.
Negli oltre 14 anni di servizio al Giornale di Sicilia, Crivello illustra con tavole a fumetti La saga dei Beati Paoli - un feuilleton. Seguito da Coriolano della Floresta, con oltre 200 tavole a fumetti su testi di Salvo Licata. Con La Favorita di Donizetti in 38 tavole a fumetti, Crivello inizia una serie editoriale che poi continuarono i suoi allievi, nello spirito di "etica docente di avvicendamento professionale" che Crivello da sempre promuove. Con il romanzo a fumetti Non Uccidere Gesù, una graphic novel con prefazione di Luca Frangella edito gratuitamente da Mediactivity nel giugno 2008, Crivello, si cimenta nella sceneggiatura, che prosegue con la seguente opera: La Confraternita dei Beati, un romanzo storico illustrato edito da Mediactivity (luglio 2008), dove carica di significati politici e sociali moderni il tema delle sette segrete, prese in prestito dalla saga dei Beati Paoli. Dalla Confraternita dei Beati, un'operazione artistica senza fini di lucro con lo scopo di creare lavoro nel settore editoriale e cinematografico, nasce poi lo studio che Crivello fonda insieme agli allievi.
Da citare anche il romanzo e l'opera a fumetti Le ombre di Saturno (2004), realizzato gratuitamente, con tavole illustrate e realizzato a scopo solidaristico per donare il ricavato per progetti sociali e di sostegno alle classi meno abbienti.
Inserimento nel portale del Fumetto della Fondazione Franco Fossati.
Nel 1997 realizza il primo monumento pubblico, dove sceglie il tema del territorio e del cammino dell'uomo sul paesaggio e i lavoratori agricoli vessati dalle mafie tema che riporta alla mappa e al territorio che ogni essere umano ha della vita, l'opera Paesaggio e territorio e il lavoro, pannello in ceramica policroma (10 x 5 m), viene commissionata a seguito concorso pubblico per il parco urbano del comune di Lascari.
A distanza di molti anni, realizza un pannello dipinto per la commemorazione del Centenario della morte di Joe Petrosino 1860 – 1909, (olio su tavola 30 x 40), donato al museo dedicato alla prima vittima eccellente della mafia "The Joe Petrosino International Association" Padula (SA), Little Italy, New York (2009), e a seguire, il tema della legalità porta Crivello a progettare e dirigere un lavoro teatrale "Joe Petrosino commemorazione" a Bisacquino (PA), proprio nel paese di Vito Cascio Ferro, probatorio committente ed esecutore dell'omicidio, in cui viene dedicata una strada intitolata a Joe Petrosino - rappresentazione teatrale si svolge all'aperto, e poi il progetto cinematografico delle ricostruzioni degli omicidi eccellenti di mafia, esegue un lavoro commemorativo dedicato all'Omicidio Joe Petrosino, sceneggiatura, story board e regia, con patrocinio e il sostegno delle forze dell'Ordine e della Polizia Urbana della città di Palermo nel 2011.
Il tema spirituale viene trattato da Crivello con ricorrenza. La cover per il numero monografico 65/67 Essere nel mosaicosmo di Tommaso Romano - ed. Thule, Spiritualità e Letteratura del 2008, vede Crivello riaffrontare il tema dell'infinito e dell'infinitesimale, un tema ricorrente nella sua vita di uomo e di artista, trattato nelle diverse manifestazioni artistiche e mostre tra le quali quella denominata Tra immaginario e territorio Galleria Comunale (1983), l'opera monumentale, Tre pannelli per un trittico, presentata al Comune di Misilmeri nel 1984 divine poi monumento pubblico al Comune di Lascari in collaborazione con la cittadinanza che collabora alla stesura materiale. Crivello, sente di mettere ordine nel caos della sua vita complessa e ricca di stimoli creativi realizzando il percorso artistico a 10 anni di attività, Ordo ab Chao, presentato alla Biblioteca comunale di Palermo nel 1986. Il tema dell'amore e degli amori, sic et simpliciter nella mostra Amori Amore (incisioni) Galleria comunale di Messina nel 1990 e poi la manifestazione Luci (acquetinte colorate) Biblioteca comunale di Erice sempre nel 1990.
Con la mostra itinerante, Mafia. Architettura di un dolore, anticipando di un decennio il concetto di nuova legalità, questa, viene presentata alla Galleria La Carnale di Salerno nel 1991 e poi in giro per l'Italia; La mostra, Implacabili segni, svolta a Palazzo Comitini di Palermo nel 1995, si rivolge ad un pubblico attento alla vita sociale italiana e mondiale infatti il tema sono la politica e le mafie e l'ipotetico accordo tra le due entità, mai provato realmente, con queste satire disegnate, di cui non si trovano più reperti, alla politica e alle mafie dell'epoca, lo mette allo scoperto come uomo antimafia e anti politica corrotta, di certo inscrivendolo nel libro nero delle mafie locali che a distanza di anni poi nel 2003, probatoriamente, lo colpiscono pesantemente, e dal quel momento è stato difficile ricostruire la sua vita artistica del passato, si è dovuto ricorrere agli archivi delle biblioteche, della famiglia dei collezionisti e amici, per la perdita di memoria di Crivello a seguito del già citato trauma cranico e le altre conseguenze incalcolabili che lo hanno portato, dopo alti e bassi, oggi a non potere più lavorare.
Crivello viene più volte consigliato di non trattare temi così scottanti; Ma lui continua e con la Mostra/ideale, Mafia architettura di un dolore, continua con altre opere come Gli Eccellenti, saga a fumetti dedicata alle vittime di mafia, disegnata da Crivello con i suoi allievi e patrocinata dalla provincia Regionale di Palermo e sostenuta dal poeta Tommaso Romano.
In seguito si dedica a temi artistici di fantasia, come Illustrazioni e comics Palazzo delle Aquile di Palermo nel 1998, a seguire parte per la Germania in cui vive il suo periodo di grande respiro europeo e con la mostra Art and Work, realizzata con il Patrocinio Città di Isni im Allgäu, Monaco, nel 2000, concepisce il progetto sul Fumetto e Cartone animato, suo grande amore da sempre e spinto dai suoi allievi, realizza il progetto "Creiamo insieme Arti Sequenziali 1" con una mostra di tavole a fumetto personali e degli allievi della prima Scuola Siciliana del Fumetto, con il patrocinio della Città di Palermo e con quello patrocinio della Città di Kempten Allgäu, Monaco tra il 1999/2000, a seguire Art and Work with Ouroboros mostra delle tavole a fumetti degli allievi della S.S.F. col patrocinio della città di Isni im Allgäu, Monaco) (2000) *Creiamo insieme Arti Sequenziali 2ª mostra dedicata a Will Eisner al Palazzo delle Aquile di Palermo nel 2000, dove gli allievi del primo progetto introducono le basi del secondo progetto già in itinere, e poi realizzato da altro soggetto;
Lo studio dei miti stimola la realizzazione della manifestazione internazionale "Il signore degli anelli - I mondi di Tolkien" svolta a Palazzo delle Aquile di Palermo nel 2003, un confronto con i personaggi della Fantasy di Tolkien e la mitologia siciliana. Il ritorno in Sicilia stimola nel Maestro il desiderio del confronto con la provincia e con la mostra Adocentyn svolta a Bagheria, città molto cara a Crivello per il suo attaccamento al Maestro Guttuso, questa antologica, Palazzo Cutò di Bagheria 2004 è una mostra delle opere di Crivello, organizzata dagli allievi in collaborazione con il Comune di Bagheria, che anticipa quella religiosa sul tema "Non uccidere Gesù" Mostra delle tavole originali - con il patrocinio gratuito della Biblioteca Comunale Palermo nel 2008, dove Crivello si confronta con i temi religiosi insieme con i suoi allievi in un libro propedeutico al progetto editoriale formativo Mythos e Logos studio dei miti e delle leggende, come realtà storiche nascoste, che sfocia infatti con "La confraternita dei Beati" Mostra delle tavole originali - precedentemente esposti al Palazzo dei Sette di Orvieto e Fantasy Horror Festival nel 2010, la mostra conferenza stampa sui temi delle sette segrete e le loro motivazioni politiche e sociali nel panorama storico dai moti Carbonari, alla Massoneria, e i Beati Paoli, fantastica setta di vendicatori siciliani del 1700.
A seguire, Crivello, malgrado la malattia già molto acuta, ha continuato la sua attività artistica con il progetto La Confraternita dei Beati (Beati Paoli) e la realizzazione della sceneggiatura e dello story board e la regia. Il prodotto cinematografico non verrà realizzato dall'Ente di spettacolo per gli alti costi di produzione.
Con lo studio del libro di Toth, e della cultura egizia e di riti ermetici e simbolici, nascono le Lame di I tarocchi con testi tratti dalle tavole di Ermete Trimegisto, con cui acquisisce il Premio Hermatena 2004, e le sue tavole sono esposte al Museo dei Tarocchi a Bologna.
Con l'Antologica Antologia a 40 anni di attività artistica, Arte e Solidarietà, con il patrocinio della Provincia di Palermo (2011), si chiude la fase attiva di Crivello, in questa antologica, voluta dagli ex allievi, amici e appassionati, si esplicano con semplicità, tutte le fasi artistiche, progettuali ed operative di Crivello da solo e con i suoi allievi, per la promozione delle Arti e delle Lettere, ma soprattutto del lavoro nella legalità con spirito solidaristico.
Con il disegno per la Card annualità 2013, donato ad Anafi, Crivello esegue il suo ultimo disegno ufficiale dedicato al suo buon amico, Paolo Gallinari.